# 李鹿野
李鹿野（1925年—），曾用名李宝生。北京通县人，中华人民共和国政治人物。

## 生平
1946年，李鹿野就学于华北联合大学英语系，此后担任解放区救济总会英文秘书等职位。1949年，担任湖北省武汉市军管会外事秘书、云南省人民政府外事处科长、办公室主任。1956年进入外交部，任第一亚洲司科长、中华人民共和国驻锡兰大使馆二秘等职位。1973年，担任外交部国际问题研究所副所长、外交部国际司副司长、司长。1983年，担任中国常驻联合国日内瓦办事处和瑞士其他国际组织代表，中国常驻联合国代表等。1986年1月、1987年5月、1988年8月、1989年11月先后担任过安理会主席。